# León Flos de Tracia
León Flos de Tracia es un proyecto de Libro de caballerías español, escrito a finales del siglo XVI. Nunca fue publicado y no se conoce el nombre de su autor.
Se conserva manuscrito, en 142 capítulos y 445 folios, en la Biblioteca Nacional de Madrid, España. 
La obra relata las aventuras de León Flos de Tracia, hijo del Rey Filomeno de Tracia, y sus amores con las princesas Altamira, hija del Emperador de Alejandría, y Florinda, hija del Emperador de Trapisonda, con la que se casó. Al final del libro León Flos es encantado mediante un engaño, y se anuncia que en una segunda parte otro caballero lo libertaría.
- Datos: Q5974582